# ۱۹۶۸ (فیلم)
 ۱۹۶۸  یک فیلم ایرانی به کارگردانی امیرمهدی پوروزیری و تهیه‌کنندگی ایرج محمدی محصول سال ۱۴۰۳ است.

## داستان
داستان این فیلم در سال ۱۹۶۸ میلادی (۱۳۴۷ شمسی) می‌گذرد که در این سال ایران میزبان مسابقات جام ملت‌های آسیا می‌شود. این فیلم روایتی است از آخرین مسابقه جام ملت‌های آن زمان در ۲۹ اردیبهشت ۱۳۴۷ که در آن، تیم ملی فوتبال ایران با شکست ۲ بر ۱ تیم ملی اسرائیل، قهرمان این مسابقات شد.

## بازیگران
- امیر نوروزی
- امیراحمد قزوینی
- لیندا کیانی
- پادینا کیانی
- هادی شیخ الاسلامی
- سیامک ادیب
- منصور نصیری